# M-V
M-V — японская ракета-носитель, предназначавшаяся для запуска научных спутников и принадлежащая семейству ракет «Мю».

## История
Разработчиком ракеты является Институт космических исследований и астронавтики (ISAS). Разработка началась в 1990 году и стоила 15 млрд иен. 
Эта трёхступенчатая ракета длиной 30,7 метра, весом около 140 тонн и диаметром в 2,5 метра может вывести на низкую орбиту высотой 250 километров вес в 1800 кг.
Первый запуск состоялся в феврале 1997 года, на орбиту был выведен спутник HALCA. В дальнейшем с помощью этой ракеты были запущены спутники для исследования Марса Нодзоми и КА Хаябуса, исследовавший астероид Итокава. Последний пуск, во время которого на орбиту были выведены спутники SOLAR-B и HIT-SAT, а также солнечный парус SSSAT был произведён в сентябре 2006 года.

## Запуски
| Дата (UTC)               | Полёт | ПН                  | Результат |
| ------------------------ | ----- | ------------------- | --------- |
| 12 февраля 1997 04:50:00 | M-V-1 | Muses B (HALCA)     | Успех     |
| 3 июля 1998 18:12:00     | M-V-3 | Planet B (Нодзоми_) | Успех     |
| 10 февраля 2000 01:30:00 | M-V-4 | ASTRO-E             | Неудача   |
| 9 май 2003 04:29:25      | M-V-5 | Muses C (Хаябуса)   | Успех     |
| 10 июля 2005 03:30:00    | M-V-6 | ASTRO-E2 (Suzaku)   | Успех     |
| 21 февраля 2006 21:28:00 | M-V-8 | ASTRO-F (Akari)     | Успех     |
| 22 сентября 2006 21:36   | M-V-7 | Solar-B (Hinode)    | Успех     |

На смену M-V пришла ракета-носитель Эпсилон, которая рассчитана на вывод меньшей нагрузки на низкую околоземную орбиту, но является более дешевой (в частности, за счёт использования твердотопливных ускорителей ракеты H-IIA в качестве первой ступени), чем M-V, стоимость полёта которой (стоимость самой ракеты M-V и стоимость пусковых услуг) равняется примерно $70 млн.. Первый запуск ракеты-носителя Эпсилон был осуществлен в 2013 году, на орбиту был выведен спутник SPRINT-A..